# Броди, Адам
Адам Джаред Броди (англ. Adam Jared Brody; род. 15 декабря 1979) — американский актёр. Наибольшую известность ему принесла роль Сета Коэна в телесериале «Одинокие сердца» (2003—2007).
Броди также известен по ролям в фильмах «Мистер и миссис Смит» (2005), «Здесь курят» (2006), «Тело Дженнифер» (2009), «Двойной КОПец» (2010), «Крик 4» (2011), «Лавлэйс» (2012), «Я иду искать» (2019) и «Шазам!» (2019).

## Биография

### Ранние годы
Броди родился в Сан-Диего, Калифорния, в еврейской семье. Его мать, Валери Джилл Сайфман, — графический дизайнер, а отец, Марк Алан Броди, — адвокат. У него есть два младших брата — близнецы Шон и Мэтт. Броди обучался в средних школах Wangenheim и Scripps Ranch, где, по его словам, получал «плохие оценки». Он рос в пригороде Сан-Диего, где занимался сёрфингом. В возрасте девятнадцати лет Броди бросил колледж и переехал в Голливуд, чтобы стать актёром, впоследствии наняв педагога по актёрскому мастерству.

### Карьера
После года обучения актёрскому мастерству и многочисленных прослушиваний Броди получил роль Барри Уильямса в телевизионном фильме «Growing Up Brady». Позже он снялся в канадском комедийном сериале «Фабрика желаний». В 2001 году Адам сыграл второстепенную роль в фильме «Американский пирог 2». В 2002 году Броди снялся в первой заметной роли Дейва Ригальски в комедийно-драматическом сериале «Девочки Гилмор», одноклассника и бойфренда главной героини, Лейн.
В 2003 году Адам сыграл в фильме «Скейтбордисты», а также снялся в музыкальном клипе на песню «Too Bad About Your Girl» группы The Donnas. В том же году Броди сыграл роль Сета Коэна в сериале «Одинокие сердца». Некоторые из комедийных диалогов Броди импровизировал. Эта роль сделала его кумиром подростков, газета Los Angeles Times назвала его персонажа «самым сексуальным ботаником на тв». Броди стал первым героем журнала Elle Girl.
Самые известные работы с его участием это «Мистер и миссис Смит» (играл Данса, за которым охотились Смиты), а также телесериал «Одинокие сердца», где сыграл Сета Коена. В 2007 Броди сыграл главную роль в романтической комедии «В стране женщин» — Картера Вебба, в компании Мег Райан и Кристен Стюарт.
После закрытия телесериала «Одинокие сердца» в 2007 году, он сыграл сразу в двух фильмах, «Хохотушка» и «Десять заповедей». В 2009 году он снялся в фильме «Смерть в любви», совместно с Джошем Лукасом, а также в фильме ужасов «Тело Дженнифер». В 2011 году вышел фильм «Крик 4» с его участием.
В январе 2012 году было объявлено, что Адам присоединился к биографическому фильму «Лавлэйс», рассказывающий о знаменитой порноактрисе Линде Лавлейс.
В 2014 году снялся в фильме «Партнёры по жизни». В 2015 году появился в фильме «Любовь без обязательств», а также же начал сниматься в ситкоме «Билли и Билли», закрытом после одного сезона.
В 2019 году вышли две картины с участием Броди, комедия «Шазам!» и фильм ужасов «Я иду искать», оба фильма получили позитивные отзывы критиков.

### Личная жизнь
C 2003 по 2006 год встречался с актрисой Рэйчел Билсон, коллегой по сериалу «Одинокие сердца».
После знакомства на съёмках фильма «Любовный переплёт» в 2010 году Броди начал встречаться с актрисой Лейтон Мистер. Они обручились в ноябре 2013 года и тайно поженились в феврале 2014 года. У них есть двое детей — дочь Арло Дэй Броди (род. 4 августа 2015) и сын (род. июнь 2020).

## Фильмография

### Кино
| Год  | Русское название                    | Оригинальное название                     | Роль                      | Примечания             |
| ---- | ----------------------------------- | ----------------------------------------- | ------------------------- | ---------------------- |
| 1999 | Случайные акты насилия              | Random Acts of Violence                   | студент                   |                        |
| 2000 |                                     | Never Land                                | Джек                      | Короткометражный фильм |
| 2000 |                                     | The Silencing                             | Карл                      | Короткометражный фильм |
| 2001 | Помощь на дороге                    | Roadside Assistance                       | Расти                     | Короткометражный фильм |
| 2001 | Американский пирог 2                | American Pie 2                            | школьник                  |                        |
| 2001 | Согласно Спенсеру                   | According to Spencer                      | Томми                     |                        |
| 2002 | Звонок                              | The Ring                                  | Келлен                    |                        |
| 2003 | Домашняя охрана                     | Home Security                             | Грег                      | Короткометражный фильм |
| 2003 | Скейтбордисты                       | Grind                                     | Дастин Найт               |                        |
| 2003 | Пропавший Брендан                   | Missing Brendan                           | Патрик Колден             |                        |
| 2005 | Мистер и миссис Смит                | Mr. & Mrs. Smith                          | Бенджамин Данц            |                        |
| 2005 | Здесь курят                         | Thank You for Smoking                     | Джек                      |                        |
| 2007 | Десять заповедей                    | The Ten                                   | Стивен                    |                        |
| 2007 | В стране женщин                     | In the Land of Women                      | Картер Уэбб               |                        |
| 2007 | Хохотушка                           | Smiley Face                               | дилер Стив                |                        |
| 2008 | Смерть в любви                      | Death in Love                             | агент по поиску талантов  |                        |
| 2009 | Тело Дженнифер                      | Jennifer's Body                           | Николай Вульф             |                        |
| 2010 | Романтики                           | The Romantics                             | Тоби                      |                        |
| 2010 | Двойной КОПец                       | Cop Out                                   | Барри Мэнголд             |                        |
| 2010 |                                     | Sticky Minds                              | Росс                      | Короткометражный фильм |
| 2011 | Крик 4                              | Scream 4                                  | детектив Хосс             |                        |
| 2011 | Любовный переплёт                   | The Oranges                               | Тоби                      |                        |
| 2011 | Девушки в опасности                 | Damsels in Distress                       | Фред Пакинстакер          |                        |
| 2012 | Всех порву!                         | Revenge for Jolly!                        | Дэнни                     |                        |
| 2012 | Ищу друга на конец света            | Seeking a Friend for the End of the World | Оуэн                      |                        |
| 2012 | Двойная ставка                      | Double or Nothing                         | Кларк                     | Короткометражный фильм |
| 2012 | Лавлэйс                             | Lovelace                                  | Гарри Римс                |                        |
| 2013 | Некоторые девушки                   | Some Girl(s)                              | мужчина                   |                        |
| 2013 | Выдача багажа                       | Baggage Claim                             | Сэм                       |                        |
| 2013 | Добро пожаловать в джунгли          | Welcome to the Jungle                     | Крис                      |                        |
| 2014 | Партнёры по жизни                   | Life Partners                             | Тим                       |                        |
| 2014 | Взросление и другая ложь            | Growing Up and Other Lies                 | Рокс                      |                        |
| 2014 | Думай как мужчина 2                 | Think Like a Man Too                      | Айзек                     |                        |
| 2015 | Любовь без обязательств             | Sleeping with Other People                | Сэм                       |                        |
| 2016 | Йоганутые                           | Yoga Hosers                               | Икабод                    |                        |
| 2016 |                                     | Showing Roots                             | Бад                       |                        |
| 2017 | Калифорнийский дорожный патруль     | CHiPs                                     | Клэй Аллен                |                        |
|      |                                     | Hollyweed                                 | Брент                     | Короткометражный фильм |
| 2018 | Изабель                             | Isabelle                                  | Мэтт Кейн                 |                        |
| 2019 | Я иду искать                        | Ready or Not                              | Дэниел Ле Домас           |                        |
| 2019 | Шазам!                              | Shazam!                                   | альтер эго Фредди Фримана |                        |
| 2019 | Джей и Молчаливый Боб: Перезагрузка | Jay and Silent Bob Reboot                 | клерк                     |                        |
| 2020 | Девушка, подающая надежды           | Promising Young Woman                     | Джез                      |                        |
| 2020 | Юный детектив                       | The Kid Detective                         | Эйб Эпплбаум              |                        |
| 2023 | Шазам! Ярость богов                 | Shazam! Fury of the Gods                  | альтер эго Фредди Фримана |                        |
| 2023 | Дикая река                          | River Wild                                | Тревор                    | ремейк, сразу на видео |
| 2023 | Американское чтиво                  | American Fiction                          | Уайли                     |                        |

### Телевидение
| Год       | Русское название     | Оригинальное название   | Роль                 | Примечания                                                    |
| --------- | -------------------- | ----------------------- | -------------------- | ------------------------------------------------------------- |
| 1995      |                      | Now What                |                      | Телевизионный короткометражный фильм                          |
| 1999      | ФАКультет            | Undressed               | Лукас                | Повторяющаяся роль, 3 эпизода                                 |
| 2000      |                      | Growing Up Brady        | Барри Уильямс        | Телевизионный фильм                                           |
| 2000      | Шоу Аманды           | The Amanda Show         | Грег Брэйди          | Эпизод: «When Brady’s Attack»                                 |
| 2000      | Городские парни      | City Guys               | покупатель #1        | Эпизод: «Makin' Up is Hard to Do»                             |
| 2000—2001 | Опять и снова        | Once and Again          | Куп                  | Повторяющаяся роль, 3 эпизода                                 |
| 2001      | Справедливая Эми     | Judging Amy             | Барри «Ромео» Гилмор | Эпизод: «Romeo and Juliet Must Die - Well, Maybe Just Juliet» |
| 2001      |                      | Go Fish                 | Билли                | Эпизод: «Go Student Council»                                  |
| 2001      | Семейный закон       | Family Law              | Ноэль Джонсон        | Эпизод: «My Brother's Keeper»                                 |
| 2001—2004 | Основа для жизни     | Grounded for Life       | Брайан               | Повторяющаяся роль, 2 эпизода                                 |
| 2001      | Фабрика желаний      | The Sausage Factory     | Зак                  | Регулярная роль, 13 эпизодов                                  |
| 2002      | Тайны Смолвилля      | Smallville              | Джастин Гейнз        | Эпизод: «Crush»                                               |
| 2002—2003 | Девочки Гилмор       | Gilmore Girls           | Дейв Ругальски       | Повторяющаяся роль, 9 эпизодов                                |
| 2006      | Везунчик Сэм         | The Loop                | Кит                  | Эпизод «The Rusty Trombone»                                   |
| 2003—2007 | Одинокие сердца      | The O.C.                | Сет Коэн             | Регулярная роль, 92 эпизода                                   |
| 2011      | На одной волне       | Good Vibes              | Вуди (озвучивание)   | Регулярная роль, 12 эпизодов                                  |
| 2013      | Шоу Кролла           | Kroll Show              | Джоэл Фейзон         | Эпизод: «Ice Dating»                                          |
| 2013      | Обитель лжи          | House of Lies           | Нэйт                 | Повторяющаяся роль, 3 эпизода                                 |
| 2013      | Жгучая любовь        | Burning Love            | Макс                 | Повторяющаяся роль, 10 эпизодов                               |
| 2013—2014 | Лига                 | The League              | Тед                  | Повторяющаяся роль, 4 эпизода                                 |
| 2014      | Новенькая            | New Girl                | Беркли               | Эпизод: «Exes»                                                |
| 2014      | Космополиты          | The Cosmopolitans       | Джимми               | Невышедший пилот                                              |
| 2015—2016 | Билли и Билли        | Billy & Billie          | Билли Джонс          | Регулярная роль, 11 эпизодов                                  |
| 2016—2018 | Стартап              | StartUp                 | Ник Талман           | Регулярная роль, 30 эпизодов                                  |
| 2019      | Комендантский час    | Curfew                  | Макс Ларссен         | Повторяющаяся роль, 4 эпизода                                 |
| 2019—2020 | Одинокие родители    | Single Parents          | Дерек                | Повторяющаяся роль, 7 эпизодов                                |
| 2020      | Миссис Америка       | Mrs. America            | Марк Файген Фасто    | Эпизод: «Phyllis & Fred & Brenda & Marc»                      |
| 2023      | Флейшман в беде      | Fleishman Is in Trouble | Сет Моррис           | 8 эпизодов                                                    |
| 2024      | Никто этого не хочет | Nobody Wants This       | Ноа Роклов           | 10 эпизодов                                                   |